# Når dyrene drømmer
Når dyrene drømmer (en danès Quan els aninals somien) és una pel·lícula dramàtica de terror danesa del 2014 i el llargmetratge de debut en la direcció de Jonas Alexander Arnby. La pel·lícula es va estrenar mundialment el 19 de maig de 2014 al 67è Festival Internacional de Cinema de Canes i és protagonitzada per Sonia Suhl quan era una adolescent que descobreix que s'està transformant en una home llop.

## Argument
Marie (Sonia Suhl) és una tímida noia de setze anys que creix en un remot poble de pescadors de Dinamarca on viu amb el seu pare Thor (Lars Mikkelsen) i la seva mare (Sonja Richter), que és catatònica i confinada a una cadira de rodes. La molesta una erupció estranya que li apareix al pit, només per posar-se més nerviosa quan comença a brotar-li els cabells. Durant aquest temps, la Marie comença a treballar en una planta de processament de peix on els seus companys de feina l'assetgen sota la falsa premissa que es tracta d'una novatada i que no té la intenció de ser maliciosa. A mesura que el cos de Marie experimenta més canvis, comença a adonar-se que la seva família ha amagat secrets estranys i que l'estat actual de la seva mare pot estar relacionat amb el que està passant actualment.

## Repartiment
- Sonia Suhl com a Marie
- Lars Mikkelsen com a Thor
- Jakob Oftebro com a Daniel
- Sonja Richter com a mare
- Mads Riisom com a Felix
- Benjamin Boe Rasmussen com Ib
- Esben Dalgaard com a Bjarne

## Recepció
La recepció crítica de la pel·lícula ha estat generalment positiva. Té una puntuació del 73% a Rotten Tomatoes i del 54% a Metacritic. Shock Till You Drop va comparar favorablement la pel·lícula amb les pel·lícules de temàtica similar Deixa'm entrar i Ginger Snaps i va comentar que era "una pel·lícula que s'amaga tranquil·lament a les ombres, perseguint-te fins que està llest per saltar i mostrar-te quines dents grans i afilades té". The Hollywood Reporter i Twitch Film també van lloar la pel·lícula, i Twitch Film van escriure que va ser "un debut extraordinari, inquietant i elegíac, sense fugir de la violència i el sexe. Certament, la pel·lícula no té cap subtilesa; però, de nou, els homes llop no han de ser subtils."

## Premis
Va participar en la secció oficial del XLVII Festival Internacional de Cinema Fantàstic de Catalunya, on va obtenir una menció especial al Premi Ciutadà Kane a la direcció revelació.